# Shahpur
Shahpur ou Shahpur Sadar (en ourdou : شاه پور) est une ville pakistanaise située dans le district de Sargodha, dans le nord de la province du Pendjab. C'est la dixième plus grande ville du district. Elle est située à moins de quarante kilomètres au nord-ouest de Sargodha.
La population de la ville a été multipliée par plus de deux entre 1972 et 2017 selon les recensements officiels, passant de 7 512 habitants à 20 431. Entre 1998 et 2017, la croissance annuelle moyenne s'affiche à 1,5 %, inférieure à la moyenne nationale de 2,4 %. Selon le recensement de 2023, la population de la ville monte à 27 217 habitants.
|            | 1972 (rec.) | 1981 (rec.) | 1998 (rec.) | 2017 (rec.) | 2023 (rec.) |
| ---------- | ----------- | ----------- | ----------- | ----------- | ----------- |
| Population | 7 512       | 10 061      | 15 313      | 20 431      | 27 217      |